# Coca de Castelló
La Coca de Castelló és una coca feta principalment amb patata en comptes de farina i els elements bàsics comuns de les coques. És típica de Castelló de la Plana, i es vol convertir en un souvenir per als turistes que visitin la ciutat.
La coca va ser inventada per un llaurador de la Marjaleria de Castelló, aquest es disposava a preparar una coca, però no tenia farina, pel que va decidir utilitzar el menjar que més li sobrava: les patates. Aviat, la coca va ser duta a la ciutat, on es va convertir en el dolç típic dels diumenges. Va sofrir diversos anys de decadència, fins que va ser recuperada per les pastisseries de Castelló i, alhora, es va convertir de nou en el dolç típic dels diumenges. En un primer moment i fins ara, se l'ha denominat coca de patata i l'Ajuntament la va convertir en reclam turístic, la va denominar Coca de Castelló. Per al turisme, la coca es presenta en un envàs al buit. La coca està decorada amb un dibuix d'El Fadrí, i la caixa amb l'Escut de Castelló de la Plana. En les pastisseries on es ven tradicionalment, es pot comprar al pes.